# Fitzroy (řeka v Queenslandu)
Fitzroy (anglicky Fitzroy River) je řeka na východě Austrálie ve státě Queensland. Je dlouhá 450 km od soutoku zdrojnic a 960 km od pramene Dawsonu. Povodí má rozlohu 143 000 km².

## Průběh toku
Vzniká soutokem řek Dawson a Mackenzie, které stékají ze svahů Great Dividing Range. Ústí do Korálového moře Tichého oceánu, přičemž vytváří estuár.

## Vodní režim
Průměrný roční průtok vody činí 182 m³/s. Nejvodnější je v období monzunových dešťů od ledna do března. Naopak nejméně vody jí protéká od srpna do prosince, kdy může i zcela vyschnout.

## Využití
Vodní doprava je možná do města Rockhampton.